# 上野一舞
上野 一舞（うえの いぶき、1996年6月17日 - ）は、日本の女優、声優、タレント。東京都練馬区出身。ファイブ☆エイトに所属していた。

## 略歴
- 2000年、姉がタレント活動をしていたため、事務所に登録し芸能界に入る。『大好き!五つ子2』でデビュー。
- 2004年、フジテレビ系『ポンキッキーズ21』にシスターラビッツとしてレギュラー出演。
- 2007年、『おはスタ』で、おはキッズとしてレギュラー出演。
- 2017年4月29日、交際相手の男性と結婚。[1]

## 人物
- 趣味は絵を描く事と妄想。特技はダンスと創作料理。
- 長所は明るくマイペースなところ。
- 『ポンキッキーズ21』や『おはスタ』などでは、「ブンブン」という愛称で知られている。

## 出演

### テレビドラマ
- 愛の劇場 大好き!五つ子2（TBS）
- 女と愛とミステリー「保険調査員3 虐待の父殺人事件」（2002年8月、テレビ東京）
- 金曜エンタテイメント「差し押さえ執行官殺人事件日誌」（フジテレビ）
- よい子の味方（日本テレビ） - 早瀬マリナ 役
- エビルワイド21「料理講師 奥瀬かほり」（2003年9月、日本テレビ） - 真緒 役
- ウルトラマンマックス（TBS） - コイシカワ・ミズキ（少女時代） 役
- 魔法戦隊マジレンジャー（テレビ朝日） - 芳香（少女時代） 役
- 土曜ワイド劇場「ショカツの女」（2007年 - 2009年、テレビ朝日） - 水沢比呂 役
- モンスターペアレント（2008年7月 - 9月、フジテレビ）

### バラエティ
- プレイハウスディズニー・リズムスクエア（ディズニーチャンネル）
- ポンキッキーズ21（2004年 - 2005年、フジテレビ） - シスターラビッツ・ブンブン
- ドラえもん（テレビ朝日）「ドラミのちょっとやってみよう!」 - ドラっ子隊
- おはスタ（2007年、テレビ東京） - おはキッズ・ブンブン
- キッザニアTV（BSフジ）

### CM
- ケロッグ「チョコワ」
- ECC「ECCジュニア」
- カネボウ「ナイーブ」 - 飯島直子、所ジョージと共演
- ベネッセ「たまごクラブ」
- トヨタ「雨の日のラウム編」
- 岩谷産業「イワタニカセットガス」
- JAL「マジカルファンタジーツアー」

### 映画
- ピーター・パン (2003年の映画)（日本語吹替）
- ファインディング・ニモ（日本語吹替版） - パール 役
- リロ&スティッチ（日本語吹替版） - ピギー 役
- 映画ドラえもん のび太と緑の巨人伝 - ナエ 役

### スチール・広告
- 花王
- NTT東日本
- JR東海
- 京王百貨店
- イオン
- NEC